# Corna Imagna
Corna Imagna est une commune italienne de la province de Bergame, dans la région Lombardie.

## Administration
| Période                                  | Période | Identité | Étiquette | Qualité |
| ---------------------------------------- | ------- | -------- | --------- | ------- |
|                                          |         |          |           |         |
| Les données manquantes sont à compléter. |         |          |           |         |

### Communes limitrophes
Blello, Brembilla, Fuipiano Valle Imagna, Gerosa, Locatello, Rota d'Imagna, Sant'Omobono Imagna